# Ydes

Ydes este o comună în departamentul Cantal, Franța. În 1 ianuarie 2022 avea o populație de 1.633 de locuitori.